# Kalanchoe delagoensis
Kalanchoe delagoensis är en fetbladsväxtart som beskrevs av Christian Friedrich Frederik Ecklon och Zeyh.. Kalanchoe delagoensis ingår i släktet Kalanchoe och familjen fetbladsväxter. Inga underarter finns listade i Catalogue of Life.

## Bildgalleri

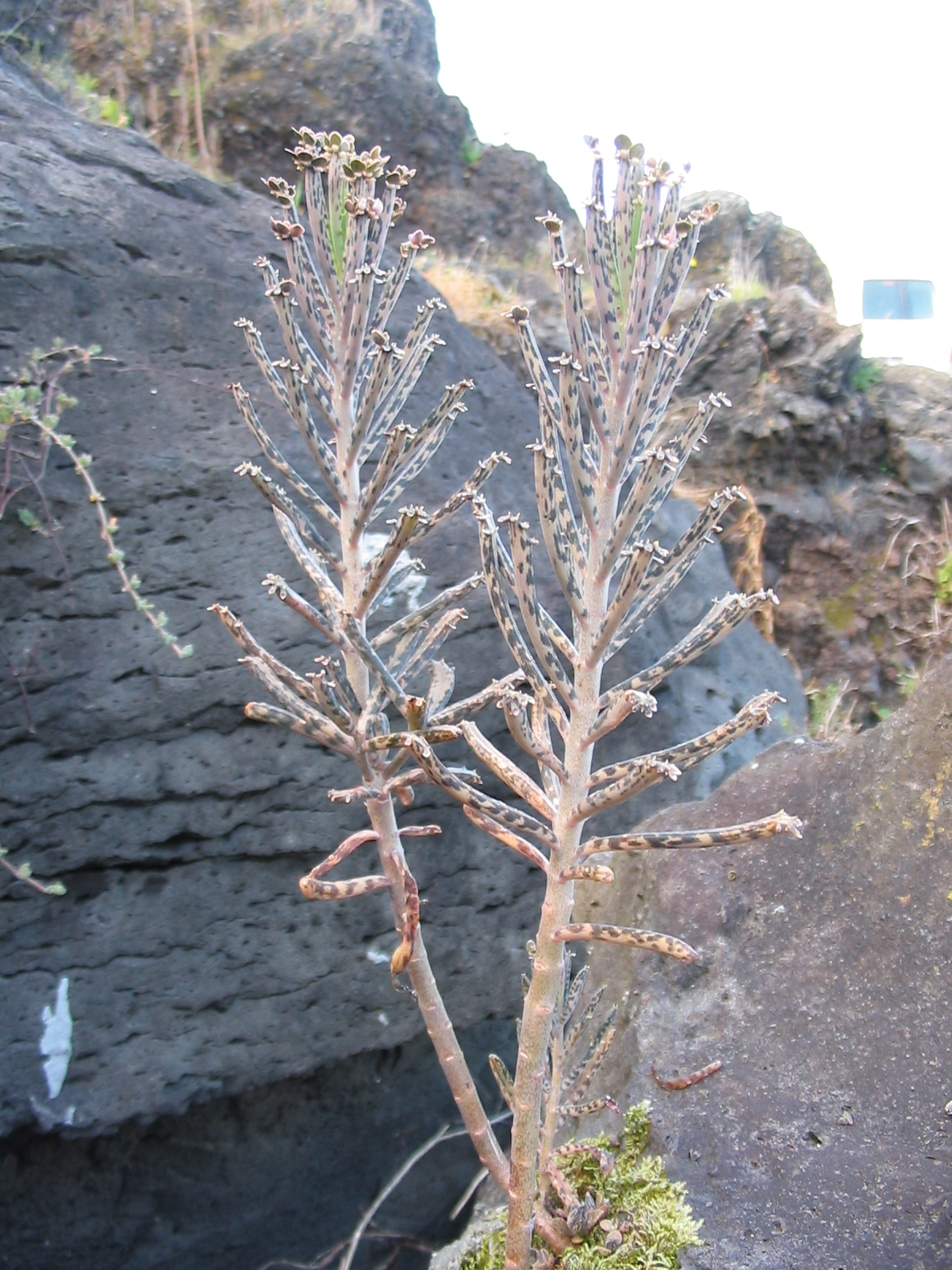
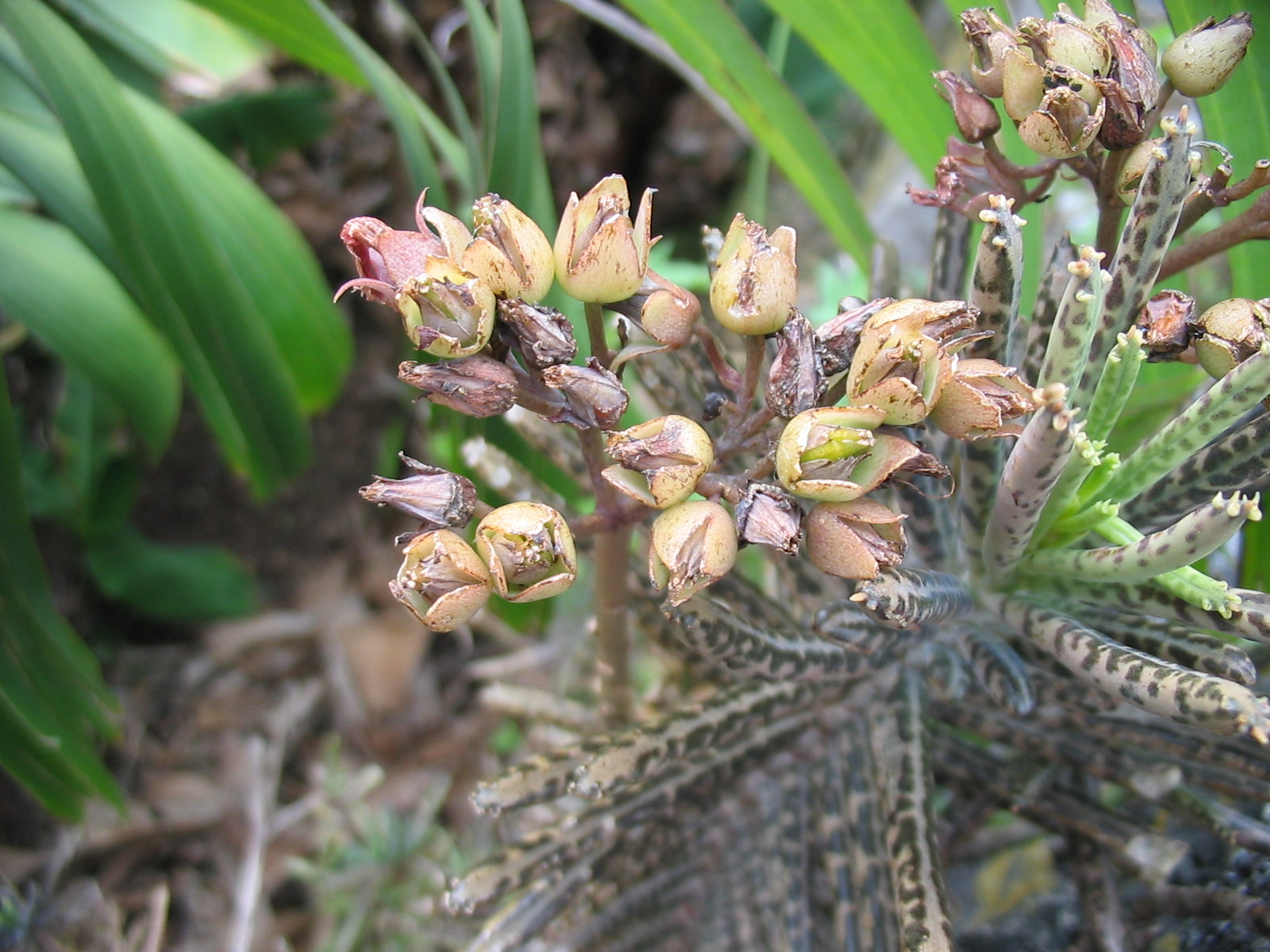
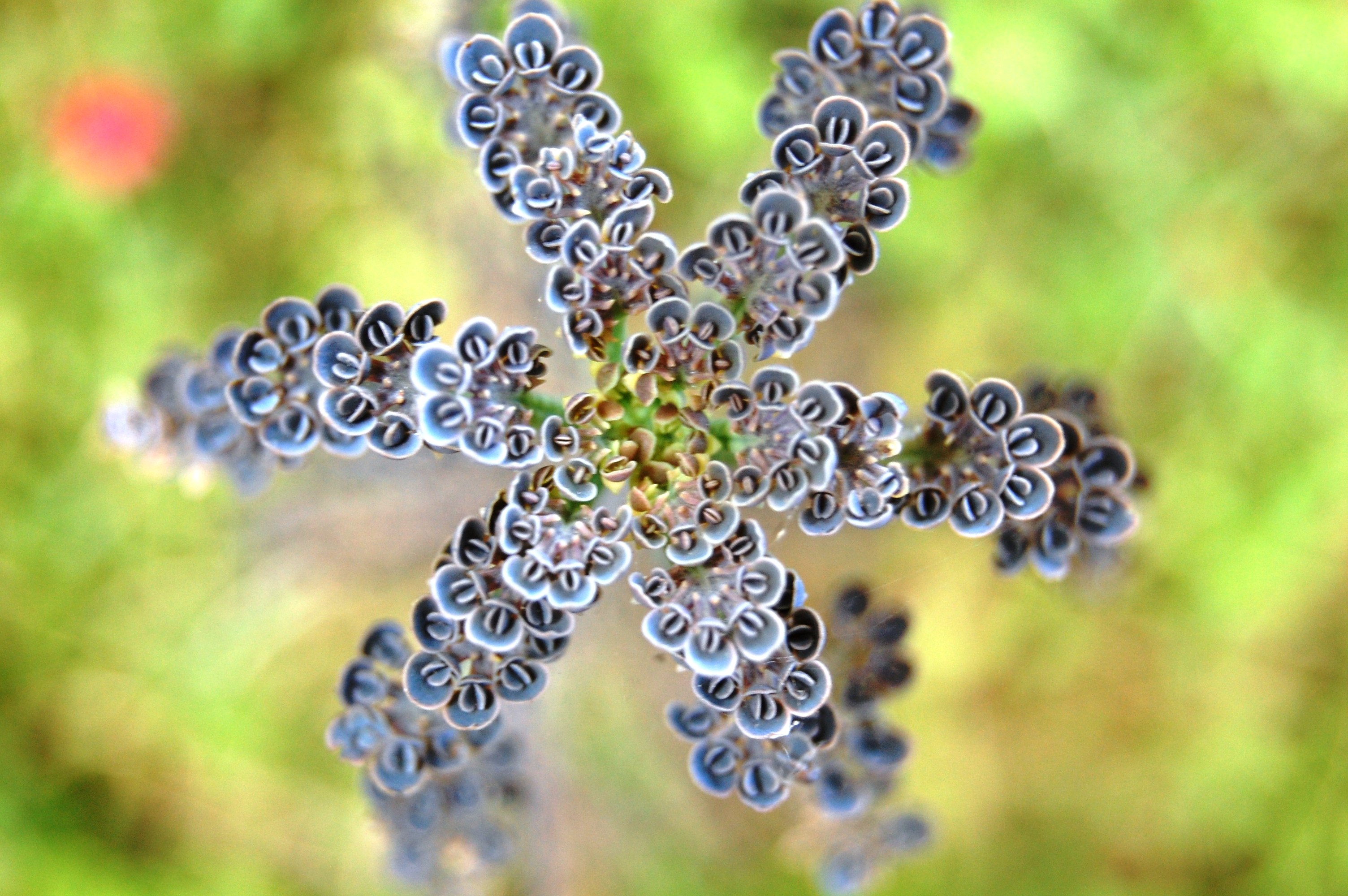
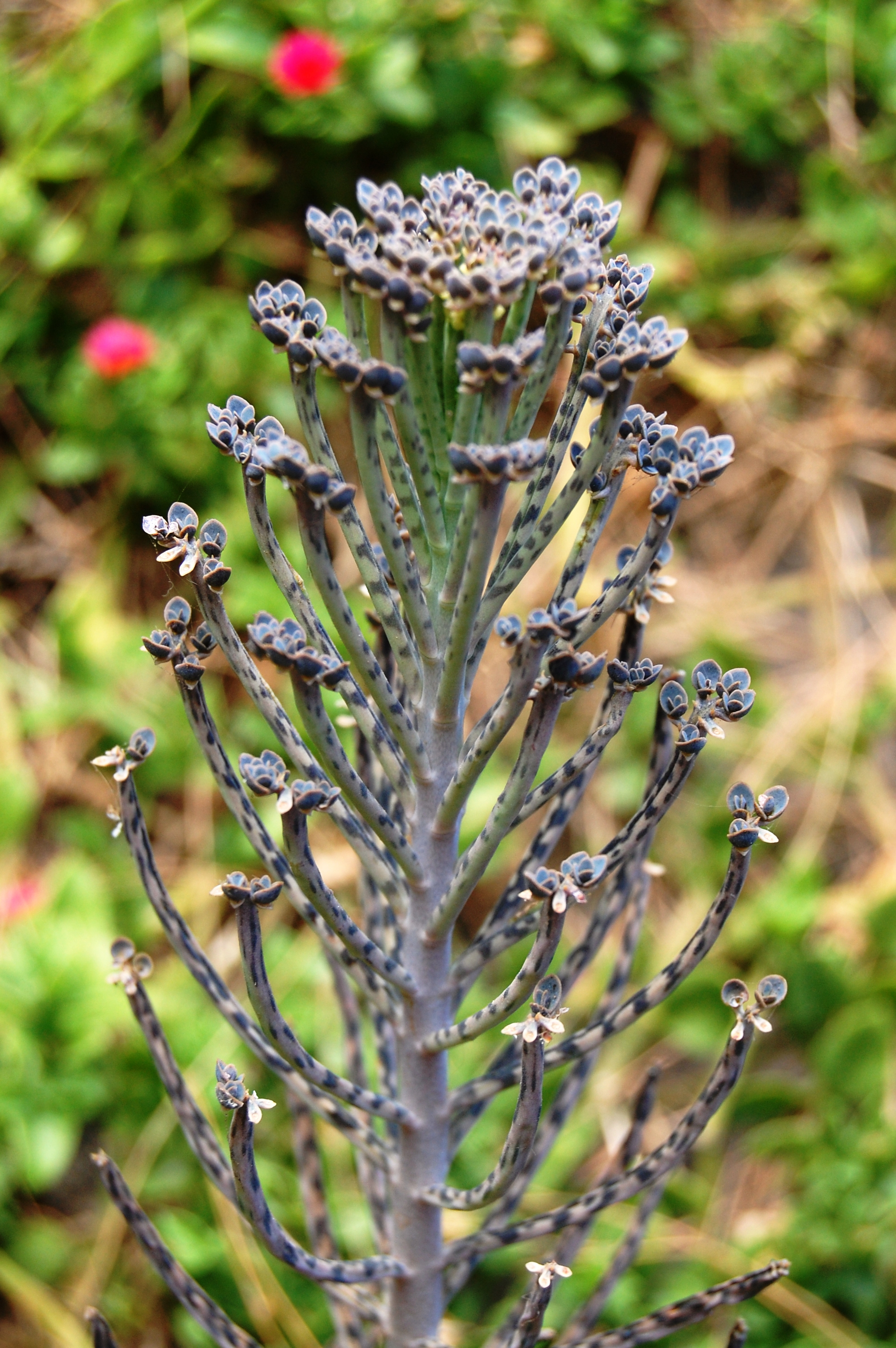
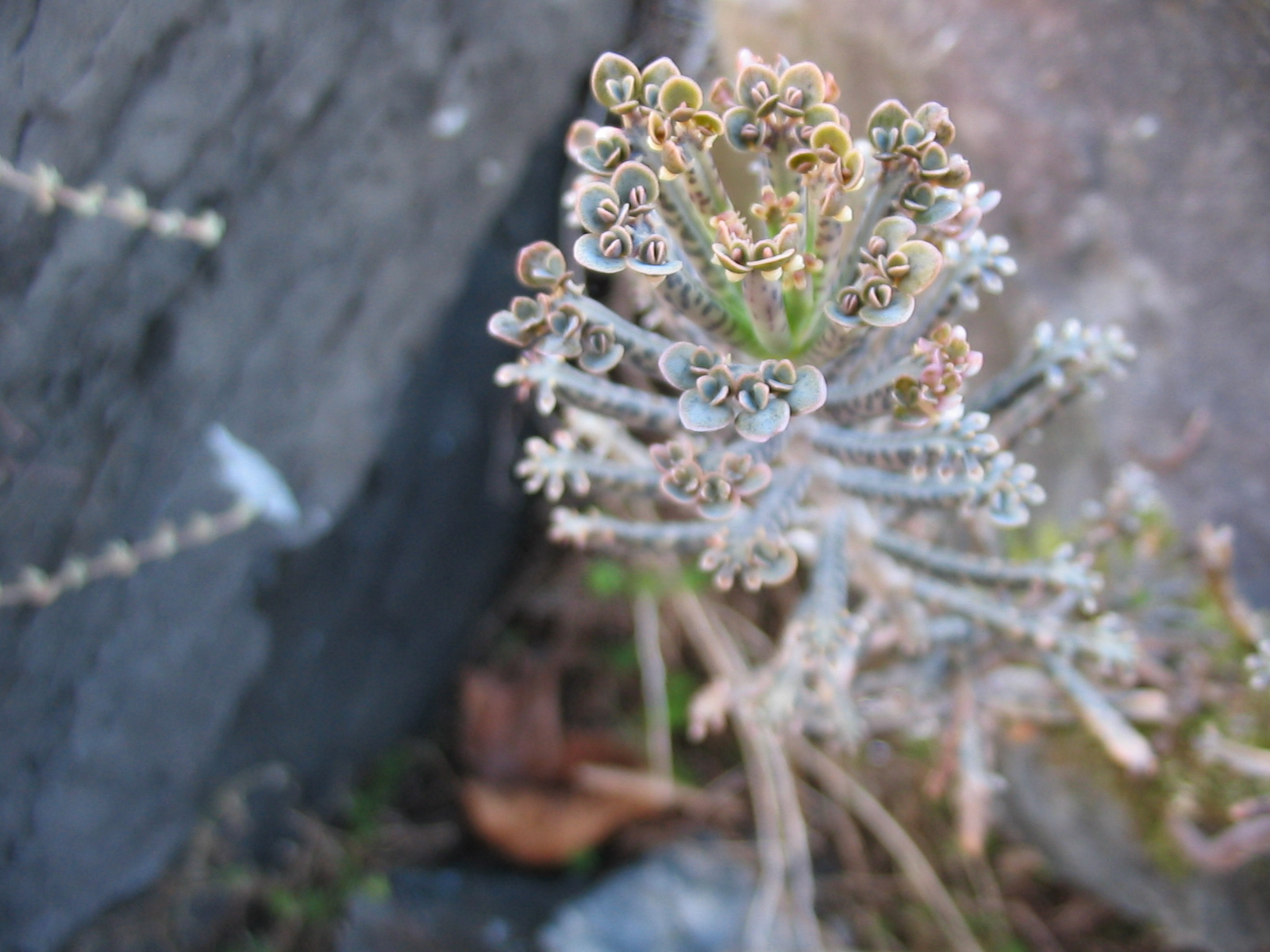
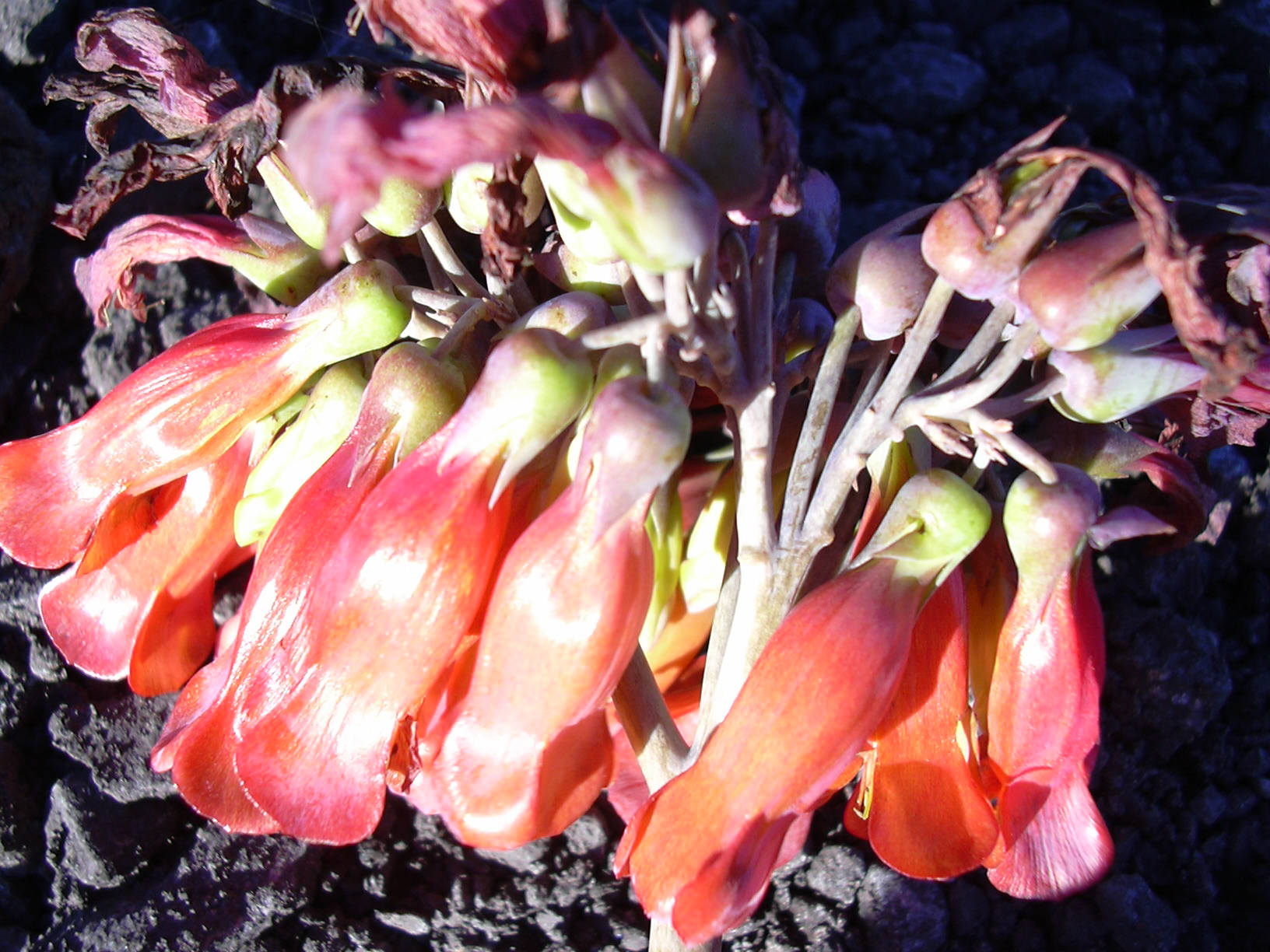